# Рой Роджер
Рой Роджер (англ. Roy Roedger; нар. 11 жовтня 1958, Вестон, Онтаріо, Канада) — колишній німецько—канадський хокеїст, нападник.

## Кар'єра (клубна)
Як Манфред Вольф та Гарольд Крейс Рой Роджер став одним з перших німців канадського походження які прибули влітку 1978 з Канади до Німеччини. Роджер став одним із найкращих нападників клубу та виступав у його складі протягом шести років. З сезону 1985/86 і до сезону 1989/90 виступав у складі Дюссельдорф ЕГ.
Як і Манфред Вольф він двічі ставав чемпіоном Німеччини у складі «Маннхаймер ЕРК» 1980 року та 1990 року у складі Дюссельдорф ЕГ.
У чемпіонатах Німеччини провів 356 матчів, закинув 187 шайб.
Свого часу отримав травму очей від нападника «Кельнер Гайє» Стіва Макнейла (виплатив грошову компенсацію у 200 тисяч доларів).  
Член Залу хокейної слави Німеччини.

## Кар'єра (збірна)
У складі збірній ФРН виступав на наступних турнірах:

Зимові Олімпійські ігри: 1984 та 1988;

Чемпіонати світу з хокею: 1982, 1983, 1985, 1987 та 1989

## Інше
Після закінчення кар'єри хокеїста Рой працює у спортивній маркетинговій компанії у Торонто (Онтаріо).